# Hiệp hội bóng đá Thụy Sĩ
Hiệp hội bóng đá Thụy Sĩ (tiếng Đức: Schweizerischer Fussballverband, SFV; tiếng Pháp: Association Suisse de Football, ASF; tiếng Ý: Associazione Svizzera di Football, ASF; tiếng Roman: Associaziun Svizra da Ballape) là tổ chức quản lý, điều hành các hoạt động bóng đá ở Thụy Sĩ. Hiệp hội quản lý đội tuyển bóng đá quốc gia nam và nữ, tổ chức các giải bóng đá như vô địch quốc gia và cúp quốc gia. Hiệp hội bóng đá Thụy Sĩ là thành viên sáng lập cả FIFA và UEFA.

## Biểu trưng của liên đoàn

Thập niên 1990
2008-nay